# 核磁共振技术的发展历史
核磁共振成像技术的发展历史是基于许多不同领域的研究人员几十年的工作成果。这些成果包括了发现核磁共振 （NMR）的物理原理，如何分析其数据图谱，怎样分辨正常人体组织和病理组织，如何实现二维扫描成像，如何提高分辨率，等等。  
20世纪初研究者开始发现核磁共振成像的基本物理学原理。共振现象由磁场强度和无线电波频率之间的简单控制。每种类型的具有不成对质子和/或中子的原子核，都存在一个数学常数，通过该常数可以得到用磁场强度表达的的波长函数。1946年，美国斯坦福大学的物理学家费利克斯·布洛赫(Felix Bloch)的团队和哈佛大学的爱德华·珀塞尔(Purcell)团队几乎同时分别独立测得水和石蜡得核磁共振吸收，首次证实了质子的核磁共振现象。 
此后不同领域的科学家开始进一步地利用核磁共振的物理原理来进行不同领域的研究，包括利用核磁共振技术来研究超导体和超液体的不同特性，以及用其来解答生物化学问题，研究细胞结构和蛋白质生物大分子结构等。在此过程中，核磁共振仪的精度和灵敏度也得到很大提高。1966年瑞士人理查德·恩斯特（Richard Ernst）的团队发展了脉冲傅里叶变换核磁共振测谱方法，极大地提高了NMR测量的灵敏度和分辨率，因其对高分辨率核磁共振波谱方法发展的贡献而获得1991年的诺贝尔化学奖。瑞士科学家库尔特·维思里希 (Kurt Wüthrich) 因其开发的核磁共振波谱技术用于测定溶液中生物大分子的三维结构而获得诺贝尔化学奖。 
1970-80年代，核磁共振成像在医学上的应用取得了很多突破。基于早期研究者用核磁共振研究生物细胞组织的工作，科学家发现生物正常细胞组织中水质子和有病变的组织中的水质子的核磁共振的参数的区别。这为核磁共振技术成为一种医疗诊断方法提供了理论基础。1973年美国纽约州立大学保罗·劳特伯（Paul Lauterbur）在Nature杂志上发表了一种叫“Zeugmatography”核磁共振成像方法的论文，提出了利用磁场的梯度来实现核磁共振的二维成像的想法。同一时期，英国诺丁汉的彼得·曼斯菲尔德（Peter Mansfield）进一步发展了磁场梯度的应用并展示了如何实现极快的成像。成像技术使他们获得了2003年的诺贝尔生理医学奖。
第一台临床MRI扫描仪于1980年代初安装，通过学术界科学家和工业界的工程师的不断改进，以及新材料的发现和使用，核磁共振成像技术在随后的几十年中取得了长足的发展。后期通过开发和利用不同的MRI的造影剂，能够使得临床造影更加清晰。作为一种非侵入性的诊断手段，核磁共振技术在当今的临床医学中得到了广泛的应用。 

## 核磁共振
1950年， Erwin Hahn 首次检测到自旋回波和自由感应衰减 。1952年， Herman Carr创造了一维NMR光谱。 
从光谱到成像是由苏联的弗拉迪斯拉夫·伊万诺夫 （ Vladislav Ivanov ）提出，他于1960年提交了磁共振成像设备的专利申请。 伊万诺夫（Ivanov）的主要贡献是利用磁场梯度，结合选择性频率激发/读出来对空间坐标进行编码的想法。 

## 弛豫时间和核磁共振成像的早期发展
1959年，杰伊·辛格（Jay Singer）通过NMR弛豫时间测量活人的血液研究了血流。 亚历山大·甘森（Alexander Ganssen）在1967年初申请了一种用于测量人体血流的全身核磁共振仪的专利。 直到1980年代中期，这种测量才被引入到普通医学实践中。 
在1960年代，有关水在各种类型的细胞和组织中的弛豫时间，扩散和化学交换的工作结果出现在科学文献中。1968年，杰克逊（Jackson）和朗汉姆（Langham）发表了来自活体动物麻醉大鼠的第一个核磁共振信号。  
1970年代，人们意识到，弛豫时间是MRI产生对比度从而可以使细胞/组织成像的关键因素。由此，它可用于检测和区分各种病理。 许多研究小组的研究表明，早期癌细胞比其正常细胞倾向于表现出更长的弛豫时间，因此激发了人们对用NMR检测癌症的最初兴趣。 这些早期研究人员包括达马蒂安（Damadian），Hazlewood和张东才（Chang ）等。 这也开启了一个对各种细胞组织的弛豫时间进行分类的系列研究，这也成为了核磁共振成像技术发展的主要动机之一。 

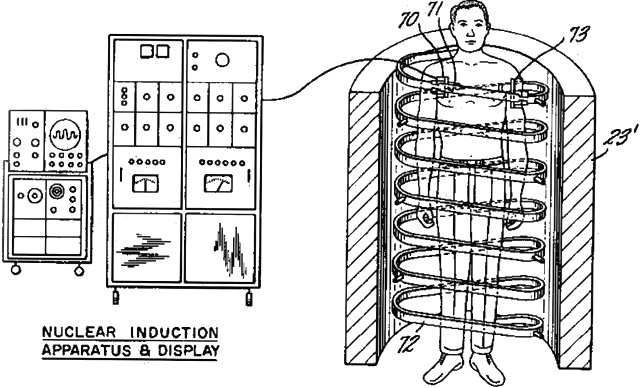
Raymond Damadian的“用于检测组织中癌症的设备和方法”

1971年3月，在《 科学 》杂志上发表的一篇论文 ，亚美尼亚裔美国人，纽约州立大学 医学中心教授（SUNY） 雷蒙德·达马迪安 （ Raymond Damadian ）报告说，可以通过NMR 区分肿瘤和正常组织。 达马迪安的最初方法在实际使用中存在缺陷， 依靠对全身的逐点扫描并计算弛豫时间比率，并不是对检测癌组织的有效指标。 在研究磁共振的分析特性时，达马迪安在1972年发明了一种假设的磁共振癌症检测仪。 他于1974年2月5日获得了该机器的美國專利第3,789,832号 ， 美國專利第3,789,832号 。 Hazlewood和张东才（Chang ），以及劳伦斯·贝内特（Lawrence Bennett）和欧文·韦斯曼（Irwin Weisman）博士也于1972年报告其发现， 肿瘤的弛豫时间与相应的正常组织不同。
1973年，石溪大学的劳特伯（Paul Lauterbur）扩展了Carr的技术，并开发了一种使用梯度生成2D和3D的MRI图像的方法。1973年，劳特伯（Lauterbur）于1974年1月发表了第一只活小鼠的核磁共振图像和第一张横截面图像。

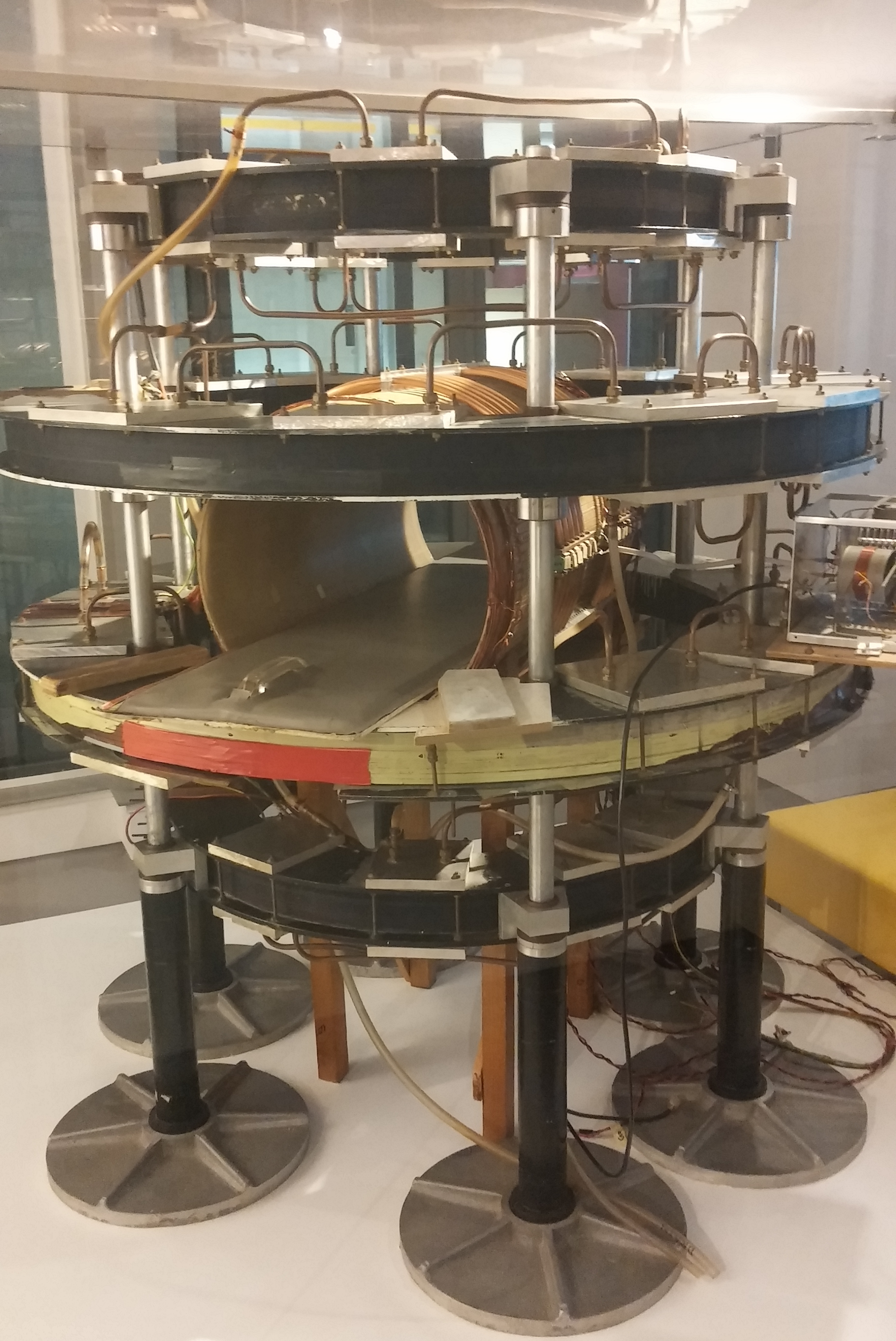
MRI扫描仪Mark One。 在苏格兰阿伯丁皇家医院建造和使用的第一台MRI扫描仪。

劳特伯（Paul Lauterbur）和諾丁漢大學的彼得·曼斯菲尔德爵士因其“关于磁共振成像的发现”而获得了2003年诺贝尔生理学或医学奖。。诺贝尔奖获得者劳特伯（Lauterbur）提出使用磁场梯度来确定空间定位的见解，使他可以获取3D和2D图像。曼斯菲尔德因引入数学形式主义和开发有效梯度利用和快速成像的技术而受到赞誉。     